# Nicola Pecorini
Nicola Pecorini (Milano, 10 agosto 1957) è un direttore della fotografia italiano.

## Biografia
Pecorini frequenta il Liceo Sperimentale della Bufalotta di Roma, dove già giovanissimo, sotto la guida dell'insegnante Filippo Ottone, si appassiona di fotografia. Pecorini inizia l'attività lavorando come assistente di suo zio, il fotografo Oliviero Toscani, nel 1976, ma il mondo della moda non gli offre emozioni e lo abbandona molto presto.
Nel 1988 fonda la Steadicam Operator Association insieme a Garret Brown.
Ha girato un gran numero di spot pubblicitari per alcune grandi marche, fra cui Coca-Cola, McDonald's e Nike. Ha lavorato in qualità di operatore steadicam in Ladyhawke (1983, regia di Richard Donner, con Vittorio Storaro alla fotografia), Phenomena (1983, regia di Dario Argento), o French Kiss (1994, di Lawrence Kasdan).
Come operatore steadicam ha collaborato inoltre con registi come Oliver Stone, Bernardo Bertolucci e Roman Polański, mentre come direttore della fotografia è noto soprattutto il lavoro svolto con Terry Gilliam in diversi film del regista. Chiamato ancora da Gilliam ad occuparsi de I fratelli Grimm e l'incantevole strega, si è visto licenziare dai produttori, i fratelli Weinstein, a metà del lavoro, con l'accusa di aver optato per un'immagine eccessivamente "disturbante" ed oscura. Ha lavorato successivamente ancora per Gilliam in Parnassus - L'uomo che voleva ingannare il diavolo.

## Vita privata
È sposato con l'attrice Caroline Goodall. La coppia ha due figli.

## Filmografia
- Paura e delirio a Las Vegas (Fear and Loathing in Las Vegas), regia di Terry Gilliam (1998)
- Titus, regia di Julie Taymor (1999)
- Regole d'onore (Rules of Engagement), regia di William Friedkin (2000)
- Harrison's Flowers, regia di Elie Chouraqui (2000)
- Poem, regia di Ralf Schmerberg (2001)
- La setta dei dannati (The Order), regia di Brian Helgeland (2002)
- Tideland - Il mondo capovolto, regia di Terry Gilliam (2005)
- I fratelli Grimm e l'incantevole strega (The Brothers Grimm), regia di Terry Gilliam (2005)
- Post mortem bliss, regia di Floria Sigismondi - cortometraggio (2006)
- Tutta la vita davanti, regia di Paolo Virzì (2008)
- Parnassus - L'uomo che voleva ingannare il diavolo (The Imaginarium of Doctor Parnassus), regia di Terry Gilliam (2009)
- La prima cosa bella, regia di Paolo Virzì (2010)
- The Zero Theorem - Tutto è vanità (The Zero Theorem), regia di Terry Gilliam (2013)
- Incompresa, regia di Asia Argento (2014)
- L'uomo che uccise Don Chisciotte (The Man Who Killed Don Quixote), regia di Terry Gilliam (2018)
- La Befana vien di notte, regia di Michele Soavi (2018)
- Modì - Tre giorni sulle ali della follia (Modì, Three Days on the Wing of Madness), regia di Johnny Depp (2024)